# Ammoperdix
Ammoperdix é um pequeno gênero de perdizes da família Phasianidae. Ambas as perdizes deste gênero medem 22-25 cm. Elas são essencialmente cor-de-areia, com listras brancas e marrons nos flancos.

## Espécies
São reconhecidas duas espécies:
- Ammoperdix griseogularis
- Ammoperdix heyi

A primeira ocorre no sudoeste da Ásia, e a segunda no Egito e no Oriente Médio. Ambos são residentes em áreas abertas, secas, e frequentemente em zonas de colinas.